# Laseczka

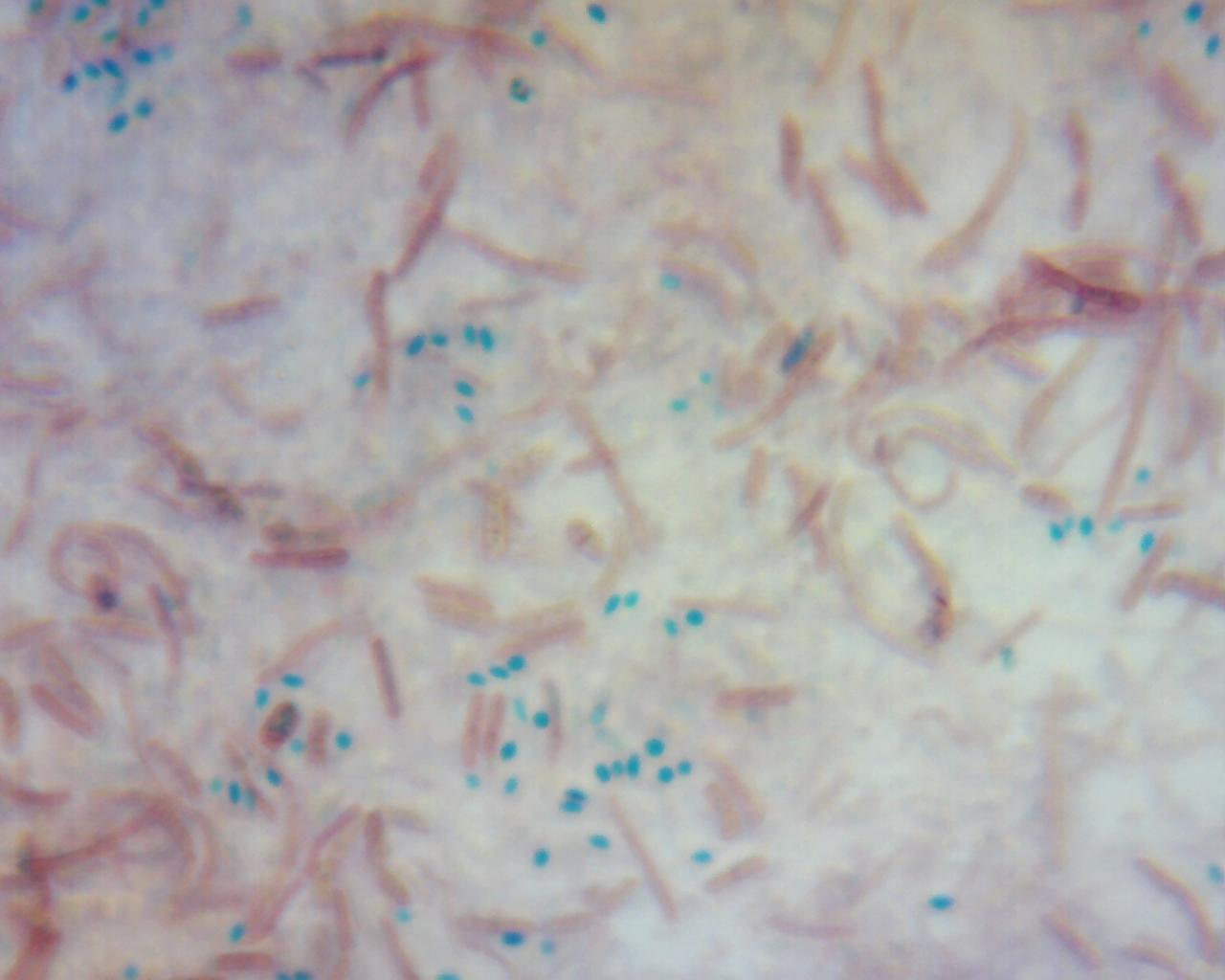
Laseczki woskowe barwione metodą Schaeffera-Fultona z widocznymi zielononiebieskimi przetrwalnikami

Laseczki – grupa Gram-dodatnich bakterii w kształcie pałeczek, których charakterystyczną cechą jest zdolność do tworzenia przetrwalników. Poza nielicznymi wyjątkami są jedyną grupą bakterii zdolną do ich produkcji. Należą do typu Firmicutes. W piśmiennictwie obcojęzycznym w odniesieniu do kształtu nazywane są bacillus (pałeczka).

## Przykłady

### Laseczki tlenowe
Do tlenowych i względnie tlenowych laseczek należą bakterie z rodzaju Bacillus (na przykład laseczka wąglika, laseczka sienna), bakterie z rodzaju Sporolactobacillus oraz Sporosarcina (rodzaj ten obejmuje zarówno bakterie w formie pałeczek, jak i ziarniaki).

### Laseczki beztlenowe
Do laseczek beztlenowych zalicza się bakterie z rodzaju Clostridium, między innymi laseczkę tężca, laseczkę jadu kiełbasianego oraz bakterie z rodzaju Desulfotomaculum.